# 23490 Monikohl
23490 Monikohl è un asteroide della fascia principale. Scoperto nel 1991, presenta un'orbita caratterizzata da un semiasse maggiore pari a 2,5217162 UA e da un'eccentricità di 0,1654982, inclinata di 13,06293° rispetto all'eclittica.